# Athetis luteola
Athetis luteola är en fjärilsart som beskrevs av Freyer 1845. Athetis luteola ingår i släktet Athetis och familjen nattflyn. Inga underarter finns listade i Catalogue of Life.